# Spilomicrus barnesi
Spilomicrus barnesi är en stekelart som beskrevs av John W. Early och Donald S. Horning 1978. Spilomicrus barnesi ingår i släktet Spilomicrus och familjen hyllhornsteklar. Inga underarter finns listade i Catalogue of Life.